# ホラズム

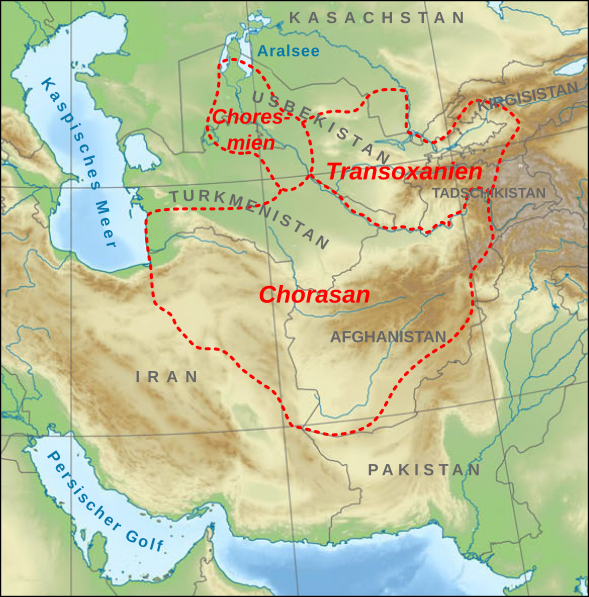
Choresmien（ホラズム）、Transoxanien（トランスオクシアナ）、Chorasan（ホラーサーン）

ホラズム（ウズベク語: Xorazm/Хоразм）は、中央アジア西部に位置する歴史的地域。漢字では花剌子模と表記する。

## 呼称
ダレイオス1世のベヒストゥン碑文には、近隣のソグド Suguda やバクトリア Bāχtriš などと並んで Uvārazmīy として表れる。アヴェスター語では Χwāiraizm 、中期ペルシア語（パフラヴィー語）では hw'lycm/Χwārizm と呼ばれた。アラビア語ではフワーリズム（アラビア語: خوارزم Khwārizm）、ペルシア語ではハーラズム（ペルシア語: خوارزم Khārazm）という。
漢語文献では古くは『魏書』に「呼似密」、『新唐書』波斯伝では「火辞弥」、同じく『新唐書』康国伝では「貨利習弥」などとあり、玄奘三蔵の『大唐西域記』でも「貨利習弥伽国」として出ている。

## 地理
アムダリヤ川の下流域、アラル海の南岸にあたり、現在はウズベキスタンとトルクメニスタンに分割されている。中心都市はウルゲンチとヒヴァで、ヒヴァを中心とする中央部はウズベキスタン共和国のホラズム州となっている。
東をキジルクム砂漠、南をカラクム砂漠に挟まれた乾燥地帯に位置する。

## 産業
古くからアムダリヤ川の豊富な水資源を利用した灌漑が行われ、高い農業生産力に支えられたオアシス都市が栄え、遊牧民の中継交易基地として経済的、文化的に進んだ地域であった。

## 歴史

### 古代のホラズム
ホラズム地方にあたるアムダリヤ川の下流域は、かつてはアムダリヤ川がアラル海に注ぎこむ一帯に生まれたデルタ地帯で、古くからイラン語群に属するホラズム語を話す人々によってアムダリヤ川の豊かな水を利用した灌漑農業が行われてきた。発達した灌漑農業はオアシス都市を発展させ、都市は砂漠を越えた東南のマー・ワラー・アンナフル（アムダリヤ川中流域右岸、現ウズベキスタン中央部）、南のホラーサーン（トルクメニスタンからイラン北東部）などのイラン世界東方と、アラル海の向こうのヴォルガ川流域方面とをつなぐ遠隔地交易の中継地として栄えた。この時代のホラズムには、イラン系の言語で「ホラズム王」を意味するホラズム・シャーの称号をもった君主がいたようである。

### イスラム化とテュルク化
ホラズムは、8世紀にアラブ人によって征服され、9世紀頃にはイスラム教を受容、ムスリム（イスラム教徒）たちの残した記録からはっきりとした歴史がわかるようになる。ホラズムがイスラム化すると紀元前以来のイラン文明とイスラム文明が結びつき、当時のイスラム世界の高い学術水準の中でも最高峰を誇るフワーリズミー、ビールーニーなど大学者を輩出した。
一方イスラム化を経ても、テュルク系遊牧民が盛んに訪れるホラズムは遠隔地交易の中継地としての性格を依然として保ち、アムダリヤ川右岸のカースを中心としてホラズム・シャーを称する土着イラン系の王朝アフリーグ朝による支配が行われていたことが知られる。10世紀にはアムダリヤ川左岸のウルゲンチを支配する土着君主マームーン朝が強大化してアフリーグ朝を併合し、かわってホラズム・シャーの称号を名乗るようになった。
11世紀になると、南のホラーサーン地方から勢力を拡大したガズナ朝による支配を受けるようになり、ガズナ朝に派遣されたテュルク系マムルーク出身の総督がホラズム・シャーを称した。1042年にはガズナ朝にかわってホラーサーンを制覇したセルジューク朝によって併合され、今度はセルジューク朝の派遣したテュルク系の総督が支配者となる。
相次ぐテュルク系王朝の支配により、もともとテュルク系遊牧民の往来の激しかったホラズム地方は次第に言語的にテュルク化してゆき、住民のほとんどがテュルク語の話者となっていった。

### ホラズム・シャー朝とモンゴルの支配

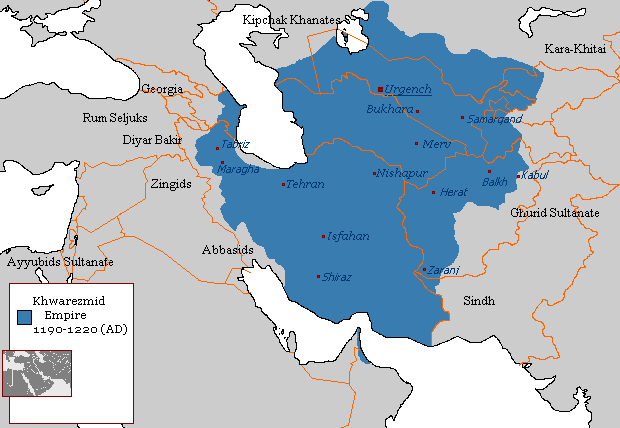
ホラズム・シャー朝の最大版図

1077年、セルジューク朝のマムルーク出身の将軍アヌーシュ・テギーンがホラズム総督に任命されるが、やがてその家系がホラズムの世襲支配を強め、12世紀にはホラズム・シャーを自称してセルジューク朝から自立していった。このイスラム王朝としては4つめとなるホラズム・シャーの王統を、ふつうホラズム・シャー朝と呼んでいる。
12世紀を通じてホラーサーンからイランへと勢力を拡大していったホラズム・シャー朝は、13世紀初頭のアラーウッディーン・ムハンマドのときゴール朝を滅ぼし、カラキタイ（西遼）を破って中央アジアからイランに至る最大版図を実現したが、1219年に始まるモンゴル帝国のチンギス・カンの攻撃により瓦解した（チンギス・カンの西征、en:Mongol invasion of Khwarezmia and Eastern Iran）。ホラズムはマー・ワラー・アンナフルからアムダリヤ川を沿って侵入してきたモンゴル軍によって甚大な被害を受け、最後まで抵抗を続けて1222年春に陥落した首都ウルゲンチは徹底的に破壊された。
1231年には旧市の傍にウルゲンチが再建され、モンゴル帝国のもとで早々にホラズムの復興が始まった。第4代カアン・モンケの死後に起こったモンゴル帝国の騒乱で中央アジアの領土が西方の諸王家によって分割されると、チンギス・カンの長男ジョチ一門のウルス（所領）の領有に帰した。ホラズム地方は、以後ジョチ・ウルスと、イラン・ホラーサーンを支配するフレグ一門のウルス、イルハン朝との間で争奪されるが、バトゥ家のジョチ・ウルス歴代ハンと親族関係にある有力部族コンギラトが守るホラズムはジョチ・ウルスの陣営に保たれた。14世紀には、旅行家のイブン・バットゥータがホラズムを訪れている。
14世紀中頃にバトゥ家が断絶しジョチ・ウルスが内紛状態に陥ると、ホラズムのコンギラト部族は自立してスーフィー朝を興すが、1380年にティムールによって征服された。

### ヒヴァ・ハン国の時代
16世紀初頭、シャイバーン家に率いられてマーワラーランナフルを征服し、ティムール朝を滅ぼした遊牧民集団ウズベクがホラズムにも侵入し、1512年にシャイバーン朝の一族イルバルスによって自立政権が立てられた。やがてアムダリヤ川の流路の東遷によってウルゲンチが衰退するとホラズムの首都はヒヴァに移ったので、このウズベクによるホラズム政権のことを通例ヒヴァ・ハン国と呼んでいる。
ヒヴァ・ハン国の支配下には、ティムール朝以前のテュルク系定住民と新来のウズベクが混じり合って形成されたオアシス定住民（ウズベク人）と、乾燥地帯に住むトゥルクマーン（トルクメン）遊牧民からなっており、ハンの権力は弱かった。やがてコンギラト部族の宰相がハンにかわって力を持ち、19世紀初頭にコンギラトのイルテュゼルが自らハン位についてコンギラト朝を興した。
しかし同じ頃、北のカザフ草原からロシア帝国の南下が進んでいた。1873年、コンギラト朝ヒヴァ・ハン国はロシアに屈し、ロシアの保護国となった。これにともなってハン国の領土は大幅にロシアへと割譲されて削減され、四周はロシア領に囲まれてまったくその植民地に等しい状況となる。

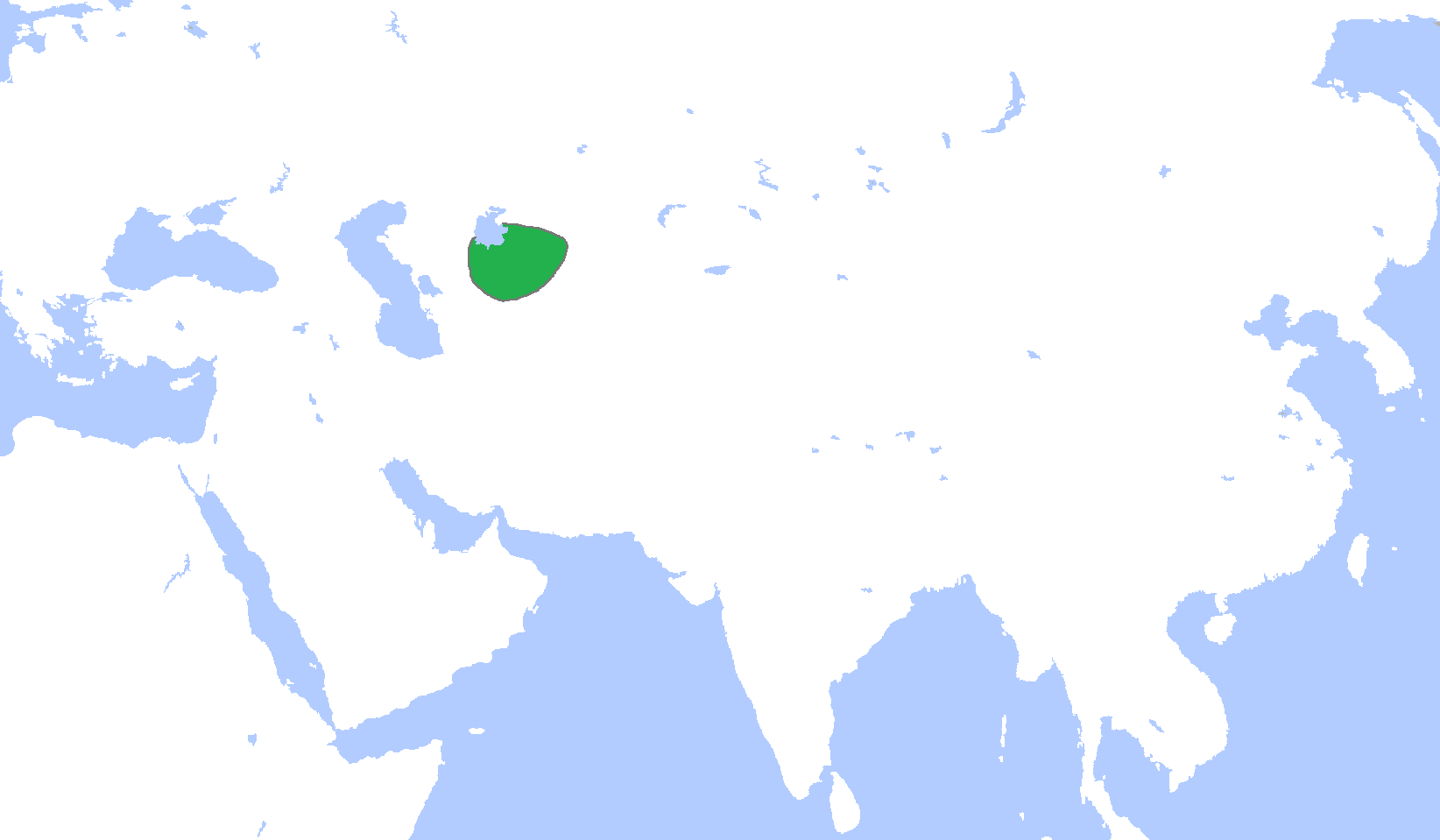
ヒヴァ・ハン国の領域（1917年）

やがて、20世紀初頭頃からロシア帝国のムスリムの間で起こっていたイスラム改革の動き（ジャディード運動）がヒヴァ・ハン国治下のホラズムにも波及し、青年ヒヴァ人と呼ばれるジャディード運動家たちが活動を繰り広げて、保守的なヒヴァ・ハン政府と対立した。ロシア革命が起こると、ホラズムも1919年に赤軍が入り、1920年には赤軍と青年ヒヴァ人によって最後のハンが廃位されて、ホラズム人民ソビエト共和国が成立した。

### ホラズムの分割
ホラズム人民ソビエト共和国はロシア革命によって刺激された民族主義のために激化したウズベク人とトルクメン人の対立を抱え、成立直後から安定を欠いた。さらに1922年以降、青年ヒヴァ人たちはホラズム共産党から排除、粛清されて、ホラズムは自立性を喪失していった。
1924年、ロシアのソビエト政権が中央アジアを民族別の境界線に再区分する民族境界画定を断行した結果、ホラズムの旧来の区画はまったく廃止され、ヒヴァを中心とするオアシスがウズベク・ソビエト社会主義共和国領、南部の乾燥地帯がトルクメン・ソビエト社会主義共和国領、北部のカラカルパク人居住地域がロシア・ソビエト社会主義連邦共和国に属するカザフ自治共和国のカラカルパク自治州（現ウズベキスタンの一部であるカラカルパクスタン共和国の前身）へと三分割された。